# تپه بیوک گول یک جنوبی
تپه بیوک گول یک جنوبی مربوط به کالکولتیک (مس‌سنگی) - هزاره اول (پیش از میلاد) - دوره اسلامی است و در شهرستان تکاب، بخش تخت سلیمان، دهستان چمن، روستای همپا واقع شده است. این اثر در تاریخ ۳۰ دی ۱۳۸۵ با شمارهٔ ثبت ۱۶۷۸۵ به عنوان یکی از آثار ملی ایران به ثبت رسیده است.